# Toxorhina domingensis
Toxorhina domingensis är en tvåvingeart som beskrevs av Alexander 1937. Toxorhina domingensis ingår i släktet Toxorhina och familjen småharkrankar. Inga underarter finns listade i Catalogue of Life.